# آه كوكستال
آه كوكستال أو أكاكستل (بالإنجليزية: Ah Cuxtal)‏ معنى الاسم هو (تعال إلى الحياة)، هو إله أو رب الولادة في الديانة المايانية في أمريكا الوسطى والمكسيك، ومسؤول عن تأمين سلامة وولادة النساء.